# 53 Aquarii
53 Aquarii, som är stjärnans Flamsteed-beteckning, har också Bayer-beteckningen f Aquarii och är en dubbelstjärna belägen i den mellersta delen av stjärnbilden Vattumannen. Den har en kombinerad skenbar magnitud på 5,56  och är svagt synlig för blotta ögat där ljusföroreningar ej förekommer. Baserat på parallaxmätning inom Hipparcosuppdraget på ca 49,5 mas, beräknas den befinna sig på ett avstånd på ca 66 ljusår (ca 20 parsek) från solen. Den rör sig bort från solen med en heliocentrisk radialhastighet på ca 2 km/s.

## Egenskaper
Primärstjärnan 53 Aquarii A är en gul till vit stjärna i huvudserien av spektralklass G1 V. Den har en massa som är ca 99 procent av solens massa, en radie som är ca 111 procent av solens och utsänder från dess fotosfär ca 1,4 gånger mera energi än solen vid en effektiv temperatur av ca 5 900 K.
53 Aquarii är en vid dubbelstjärna med en projicerad separation av 100 astronomiska enheter, vilket anger att de två stjärnorna är belägna åtminstone så långt ifrån varandra och med en omloppsperiod på ca 3 500 år. Följeslagaren 53 Aquarii B är en något svalare stjärna med en effektiv temperatur på ca 5 800 K. Den av spektralklass G5 V Fe–0,8 CH–1, att vilket anger att den är en kemiskt speciell stjärna i huvudserien som visar en underskott av järn och cyanoradikaler i dess spektrum. År 2008 hade den en vinkelavskiljning från primärstjärnan på 1,325 bågsekunder vid en positionsvinkel på 30,9°.